# Легион Соединённых Штатов

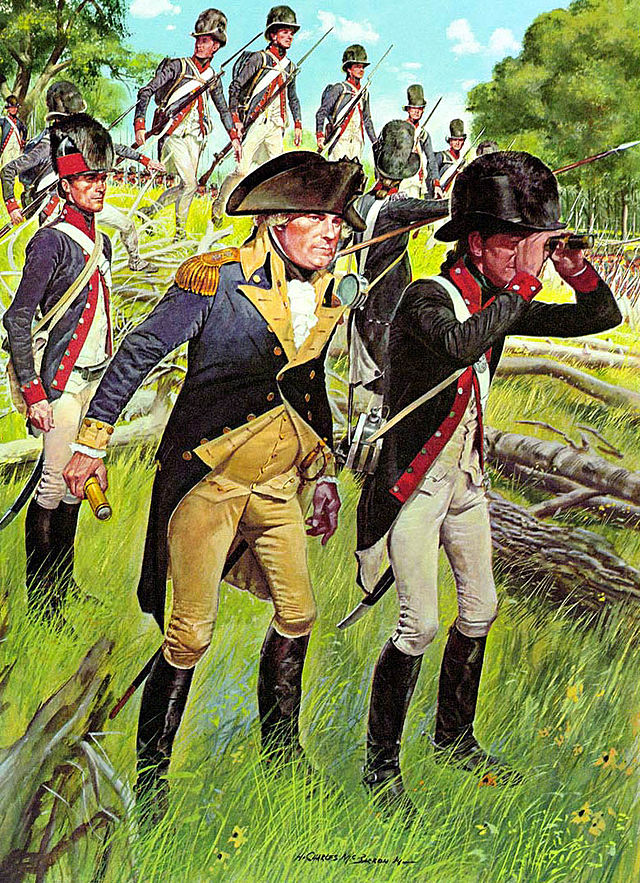
Генерал-майор Энтони Уэйн, 1794

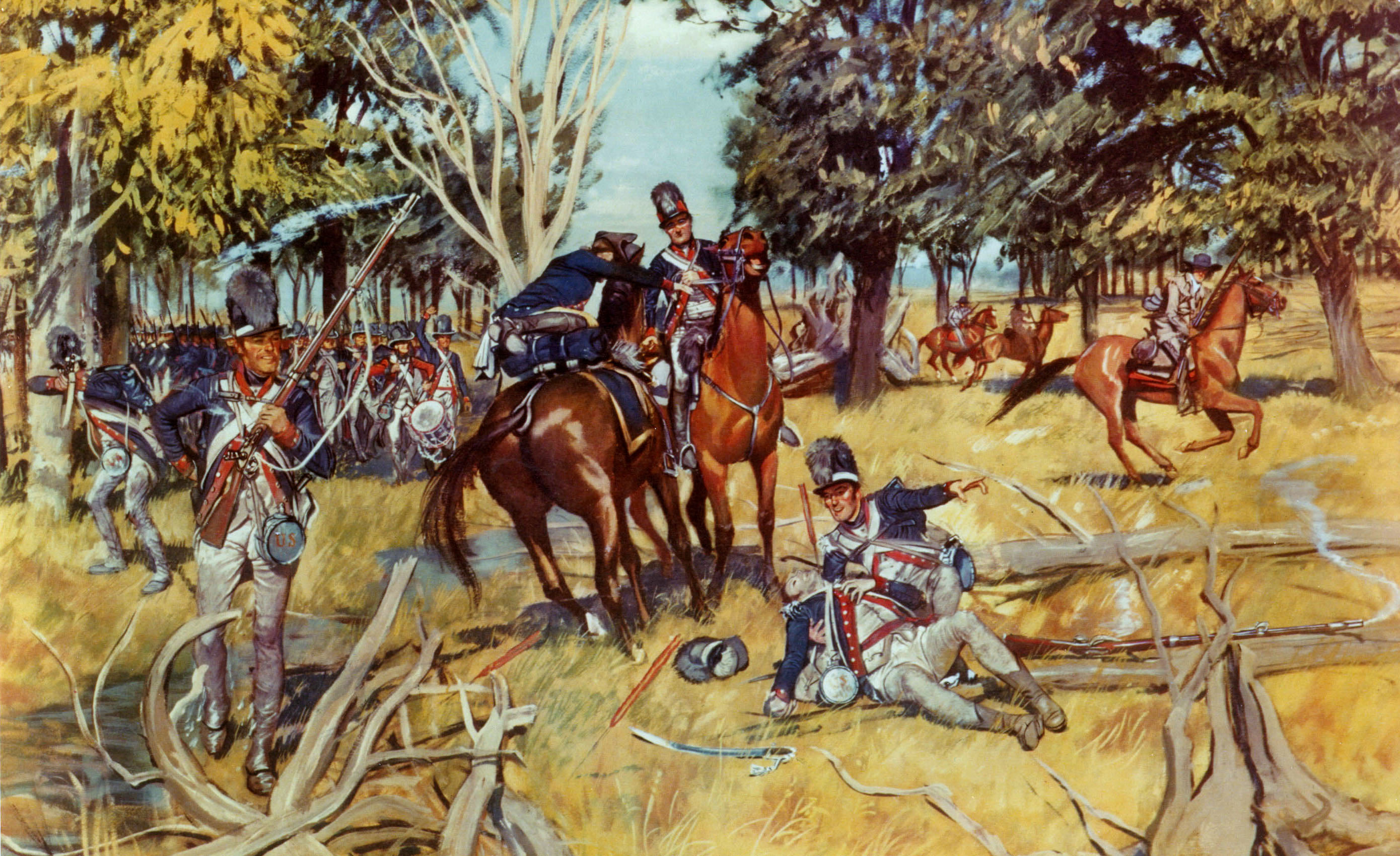
Битва при Фоллен Тимберс, 1794

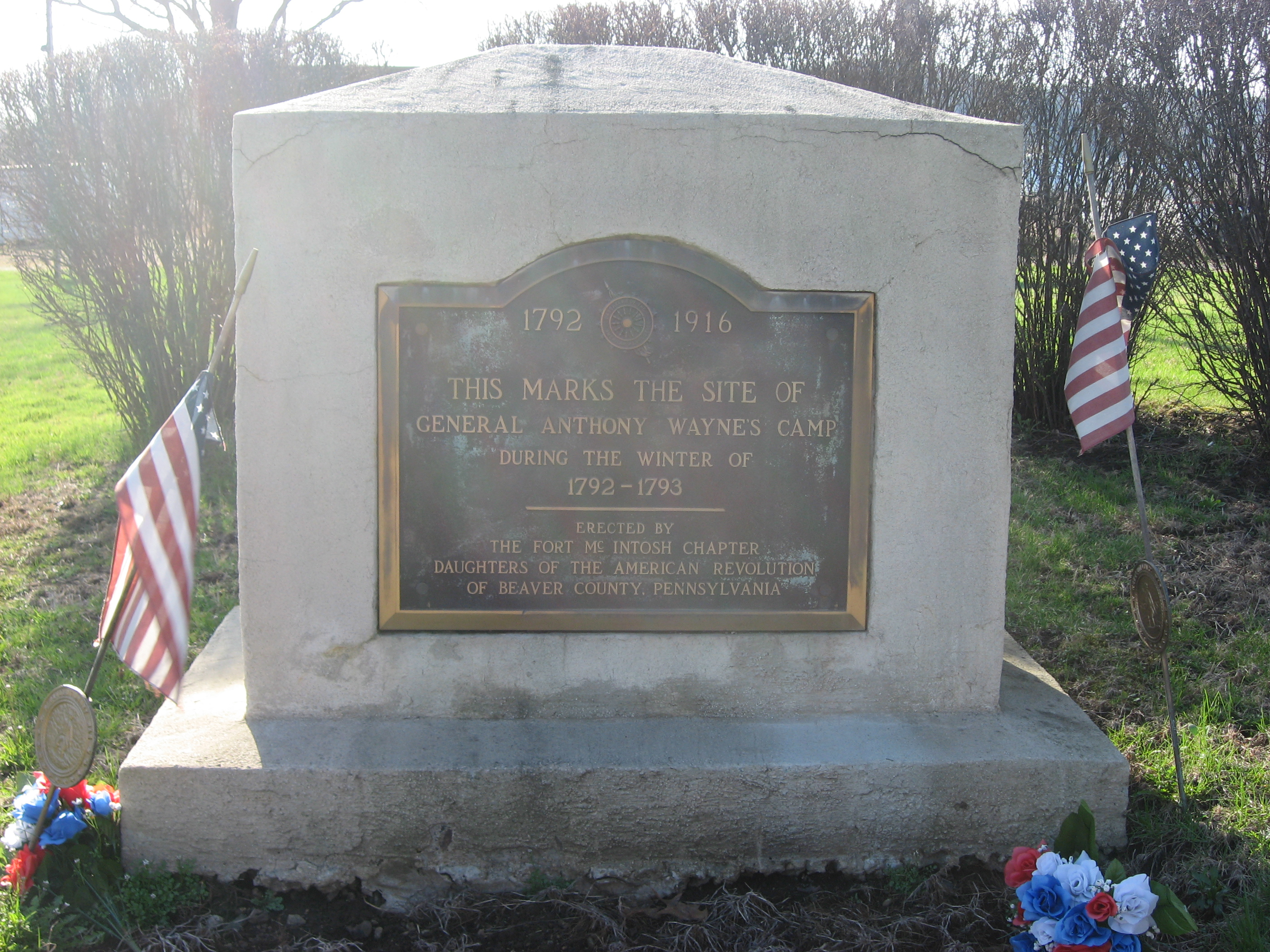
Современный монумент на месте Легионвилля

Легион Соединённых Штатов (англ. Legion of the United States) — части регулярных вооруженных сил США в 1792—1796 гг., сформированные генералом Энтони Уэйном для войны с конфедерацией индейских племен на Северо-западных территориях.
Вербовались из добровольцев, срок службы которых составлял 3 года. Общая численность составляла 5120 солдат и офицеров. В состав легиона входило 4 полка, состоявших из двух батальонов тяжелой пехоты, стрелкового батальона легкой пехоты, вооруженной винтовками, чтобы прикрывать тяжелую пехоту, а также эскадрона конных драгун и артиллерийской батареи. Возглавлялся генерал-майором, которому подчинялись бригадные генералы.

## Происхождение
В правящих кругах США существовало предубеждение против содержания в мирное время регулярных войск помимо ополчений отдельных штатов. Однако тяжелые поражения отрядов милиции в Северо-западной индейской войне принудили Конгресс согласиться на формирование небольшой регулярной армии «до тех пор, пока Соединённые Штаты не заключат мир с индейскими племенами». Вновь сформированный легион имел все виды войск того времени: артиллерию, кавалерию, лёгкую и тяжёлую пехоту и проходил обучение на специально построенной для этого военной базе Легионвилль в штате Пенсильвания.

## Участие в боевых действиях
В 1793 г. Легион выдвинулся на передовые позиции к северу от реки Огайо, где на месте поражения ранее воевавшего там отряда Сент-Клера построил форт Рековери. В конце июня близ форта отряд майора Мак-Магона был атакован силами индейцев в количестве около 2000 человек. Майор был убит на месте, уцелевшие бежали под защиту стен форта. Преследовавшие их индейцы были отбиты огнём из пушек и винтовок.
Летом 1794 г. Легион продвинулся вглубь территории противника, где участвовал в битве при Фоллен Тимберс. Когда фронт легионеров был атакован индейцами, Легион отбил атаку в рукопашном бою и перешел в наступление. Индейцы бежали.
В 1796 г. легионеры взяли под свой контроль английские форты, находившиеся на Северо-западных территориях США в нарушение Парижского мирного договора 1783 г. и договора Джея 1794 г., а также городок индейцев Кекионга, переименованный в Форт-Уэйн.